# Rubixantin
A rubixantin (E161d) egy a természetben is előforduló, ipari mennyiségben szintézis során előállított, sárga színű pigment. A karotinoidok közé, azon belül is a xantofillek közé tartozik.
Képlete: C40H56O
CAS száma: 3763-55-1
Élelmiszer-adalékanyagként való felhasználása elhanyagolható.
Az USA-ban és az Európai Unióban nem engedélyezett.

## Külső hivatkozások
1. ↑  szinezek

- E161d